# Touriseum e giardini di castel Trauttmansdorff
Il Touriseum è il museo provinciale del Turismo (in tedesco Südtiroler Landesmuseum für Tourismus). Comprende l'orto botanico di Merano. Ha sede a Merano, all'interno di castel Trauttmansdorff.

## La storia del turismo
Il Touriseum espone in ordine cronologico la storia del turismo a partire dalla fine del Settecento fino ad oggi. Il percorso è illustrato in tre lingue (italiano, tedesco e inglese) ed è dedicato al turismo nei vari aspetti: mostra il punto di vista della popolazione locale, quello di chi soggiorna in Alto Adige per trascorrere le vacanze, mostra inoltre in che modo il turismo sia nato nel Tirolo e come abbia trasformato il territorio circostante ed i suoi abitanti.
Il percorso inizia in una gola tra pareti rocciose, nella quale giace una carrozza rovesciata, simbolo delle difficoltà e dei rischi ai quali erano esposti i viaggiatori dell'800. Poco più avanti è possibile trovare il modellino di una stazione di posta, elemento volto a far capire ai visitatori che chi viaggiava in quell'epoca disponeva comunque dell'attrezzatura necessaria. Nel 1867 entrò in funzione la linea ferroviaria del Brennero, che rese l'attraversamento delle Alpi più facile e comodo. In un vano del museo, all'interno di una vetrina, è riprodotto il modellino della carrozza con cui l'Imperatrice d'Austria Elisabetta di Baviera, detta Sissi, viaggiava a quel tempo. I soggiorni di Sissi a Merano, avvenuti nel 1870 e nel 1889, contribuirono all'incremento del turismo nella città e nel Burgraviato e provocarono la creazione di associazioni con lo scopo di abbellire il paesaggio circostante.
Continuando il percorso si arriva a cavallo fra l'800 e il '900, epoca in cui il turismo nel Tirolo raggiunse l'apice, poiché molti turisti della borghesia europea vi si recavano in cura, soggiornando negli alberghi di lusso. In una vetrina viene riprodotto l'Hotel Karersee, albergo che rispecchiava i gusti dell'altà società. Al suo interno vi era addirittura un ascensore, un lusso che pochi all'epoca si potevano permettere.
La grafica pubblicitaria, risorsa imprescindibile della narrazione turistica, è documentata nel sale del Touriseum con una significativa collezione di manifesti d'epoca, in cui spiccano per numero e qualità le opere del meranese Franz Lenhart, tra i più quotati e prolifici cartellonisti dell'area dolomitica tra gli anni Venti e Cinquanta.

. 
Si arriva poi, continuando il percorso, allo scoppio delle due Guerre Mondiali, un periodo che segnò la fine della Belle Époque del Tirolo e trasformò il territorio in una zona di guerra, in cui le Dolomiti, prima ammirate per la loro bellezza, divennero improvvisamente linea di fronte. La fine della guerra provocò anche un cambiamento nel turismo: nel 1950, infatti, i primi turisti a soggiornare in Alto Adige furono italiani, ma la progressiva diffusione di massa delle automobili portò molti viaggiatori dalla Germania. L'Alto Adige, che dopo la fine della Prima Guerra Mondiale fu annesso all'Italia, diventò al termine della Seconda Guerra Mondiale un luogo di vacanza.
La mostra continua poi con l'esposizione di una tipica stube in stile anni '50, simbolo della vacanza in famiglia, ricercata soprattutto dalla popolazione germanica. Subito dopo ci si trova nel mezzo di un modello di galleria autostradale: la costruzione dell'autostrada del Brennero comportò l'arrivo di masse di turisti che portarono a un boom edilizio, il quale trasformò radicalmente il territorio, grazie all'edificazione di alberghi e pensioni.
Negli anni 1970 vi fu una sorta di stop all'incremento del turismo: si era arrivati al limite della sopportazione e di conseguenza l'amministrazione provinciale scelse di prestare attenzione alla qualità, invece che alla quantità del turismo. Il percorso termina dando voce ai protagonisti del turismo, con oltre cento interviste a viaggiatori e residenti.
Al secondo piano del Touriseum è situata una parte degli ambienti storici, che mostrano la residenza in cui Sissi trascorreva le sue vacanze a Merano.

## Esposizioni del Touriseum
- 10.10.2001 - 31.10.2001 Schachzüge – Le mosse – Kurhaus Meran
- 04.06.2003 - 15.11.2003 Touristische Plakate - Manifesti turistici
- 15.03.2004 - 15.05.2004 Der Blick aus der Ferne - Paesaggio d'un tempo - Merano nella grafica antica
- 28.05.2004 - 15.11.2004 Mythos Gastwirtin - Il mito dell'albergatrice
- 14.06.2005 - 15.11.2005 Spuren – Tracce
- 01.04.2006 - 16.07.2006 Orient all inclusive
- 29.06.2007 - 13.11.2007 Grand Hotel – Bühne der Literatur - Palcoscenico dei letterati
- 03.04.2009 - 15.11.2009 Der mit dem Bart… Andreas Hofer Tourismusheld?! - L'Andreas Hofer del turismo
- 31.03.2011 - 15.11.2011 A la carte! - Die Geheimnisse der Speisekarte
- 01.04.2011 - 15.11.2011 Sie wünschen? Desidera?
- 01.04.2012 - 15.11.2012 WC-ART: PostKartenIdylle im Stillen Örtchen - Idillio di cartoline postali
- 01.04.2012 - 15.11.2012 Das Klo auf Reisen - Il gabinetto in viaggio
- 01.04.2012 - 15.11.2012 Vorhang auf! - Su il sipario!
- 29.03.2013 - 15.11.2013 VACANZE 2.0 - Cambiamento del turismo in Alto Adige 2003-2013

## Accessibilità
I giardini sono facilmente accessibili per disabili.

### Galleria d'immagini

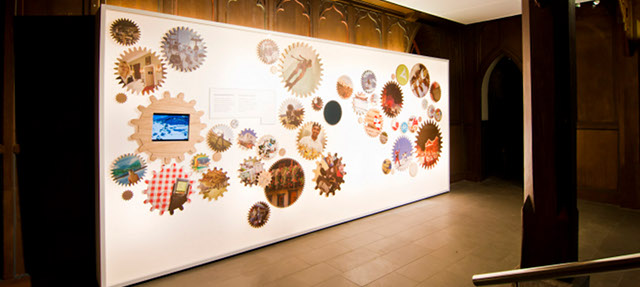
L'inizio del percorso del Touriseum
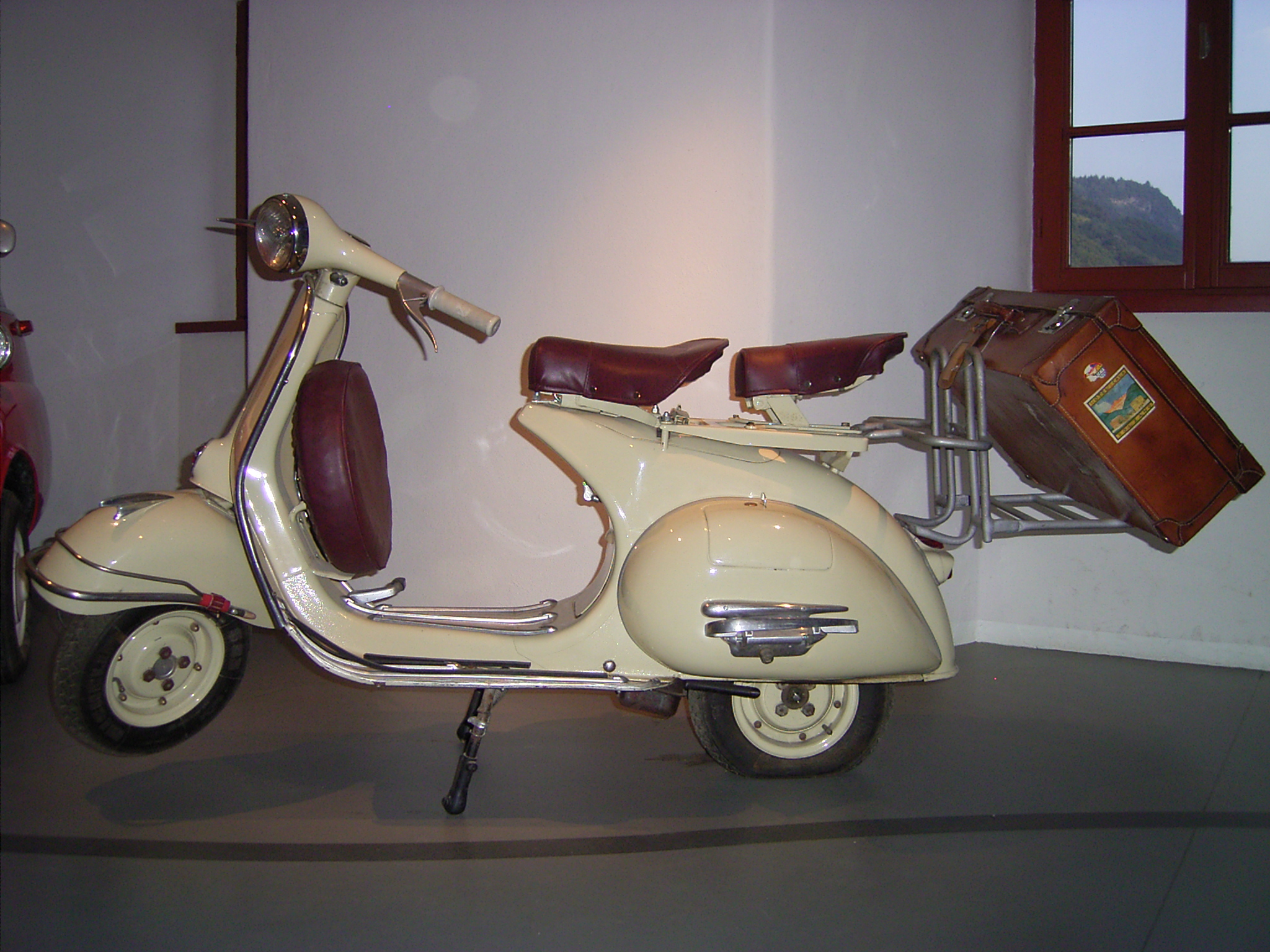
Vespa a due posti conservata al Touriseum
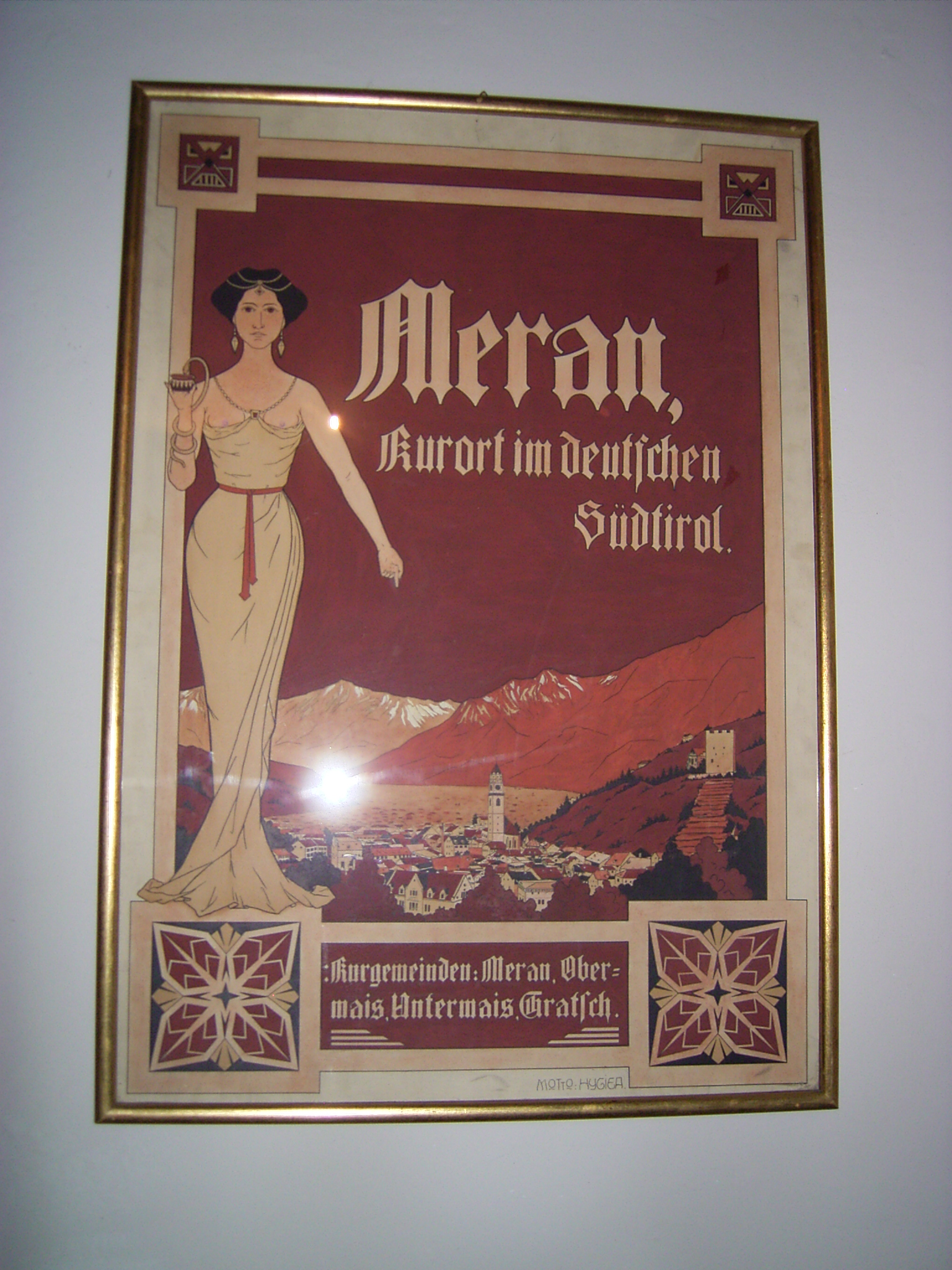
Cartellone pubblicitario di Merano
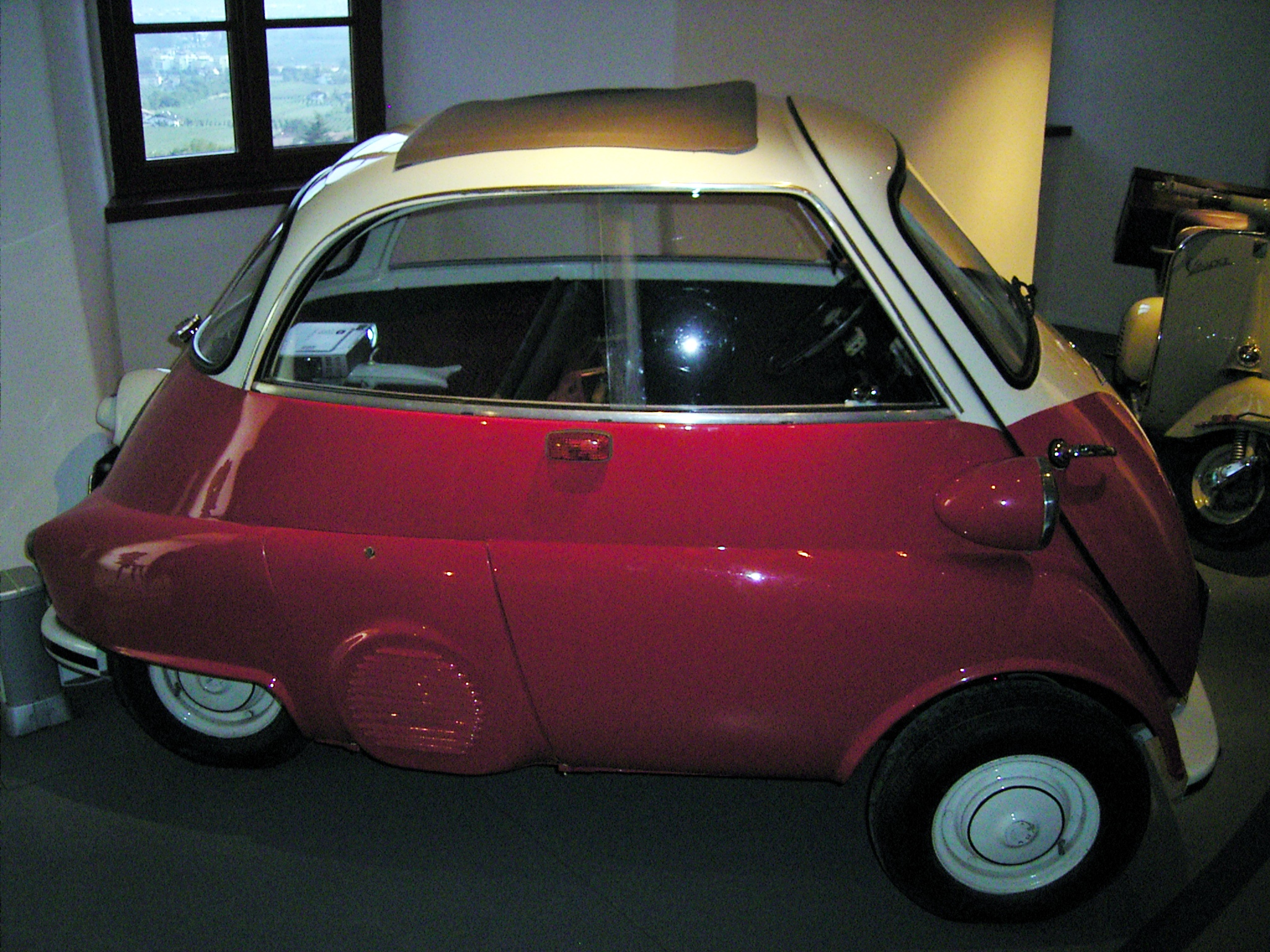
BMW Isetta al Touriseum
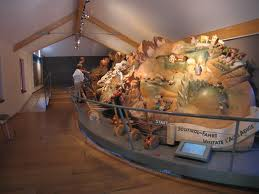
Gioco dell'Alto Adige, un'attrazione molto divertente al Touriseum
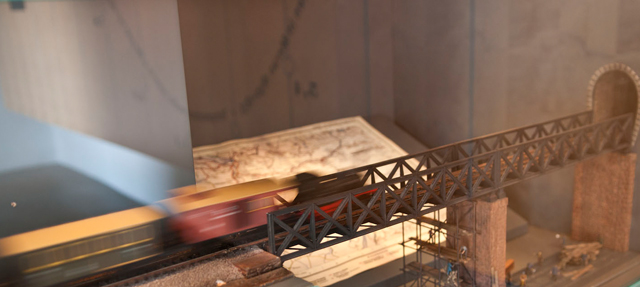
Modello di ferrovia
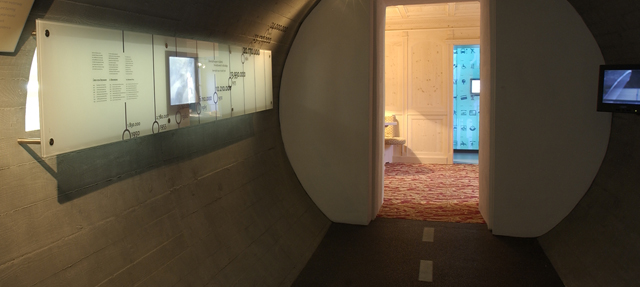
Riproduzione dell'Autostrada del Brennero